# Milly-sur-Thérain
Milly-sur-Thérain is een gemeente in het Franse departement Oise (regio Hauts-de-France). De plaats maakt deel uit van het arrondissement Beauvais. Milly-sur-Thérain telde op 1 januari 2022 1.878 inwoners.

## Geografie
De oppervlakte van Milly-sur-Thérain bedroeg op 1 januari 2022 19,57 vierkante kilometer; de bevolkingsdichtheid was toen 96 inwoners per km².

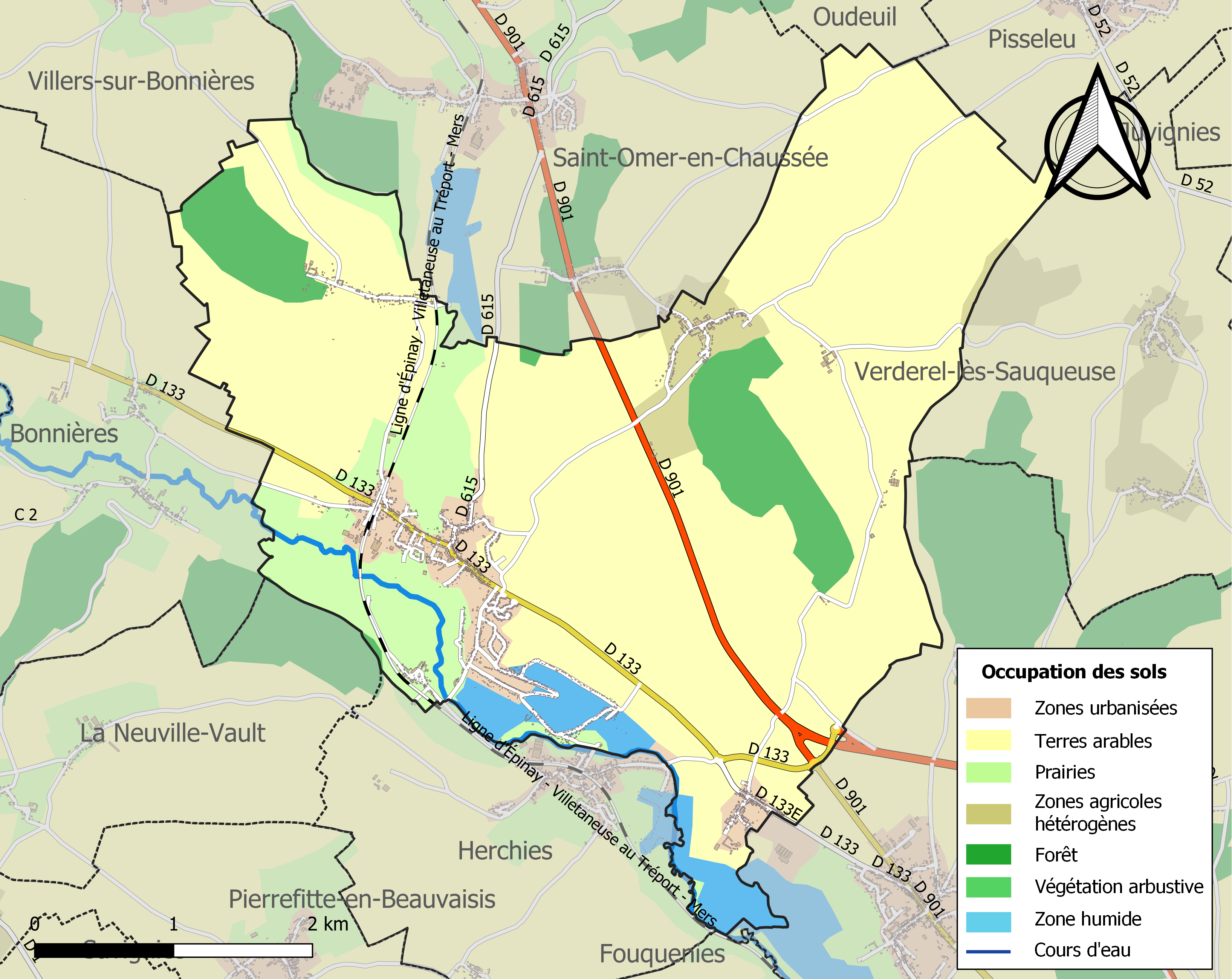
Kaart van de gemeente met belangrijkste infrastructuur, bodemgebruik en omliggende gemeenten

## Verkeer en vervoer
In de gemeente ligt spoorwegstation Milly-sur-Thérain.

## Demografie
Onderstaande figuur toont het verloop van het inwonertal (bron: INSEE-tellingen).